# Dhoni
El dhoni es un velero de usos múltiples con motor o vela latina que se utiliza en Maldivas. Se fabrican a mano y su uso en este conjunto de islas siempre ha sido muy importante. El dhoni se asemeja al dhow, una embarcación de vela tradicional árabe.
El dhoni tradicional es uno de los buques de mar conocidos más antiguos de las Maldivas. Muchos de estos barcos de vela eran, por necesidad, elaborados con madera de palma de coco. El dhoni de vela se utilizó antiguamente por los pescadores de Maldivas, y con la llegada de la Revolución Industrial muchos pescadores empezaron a utilizar el dhoni mecanizado.

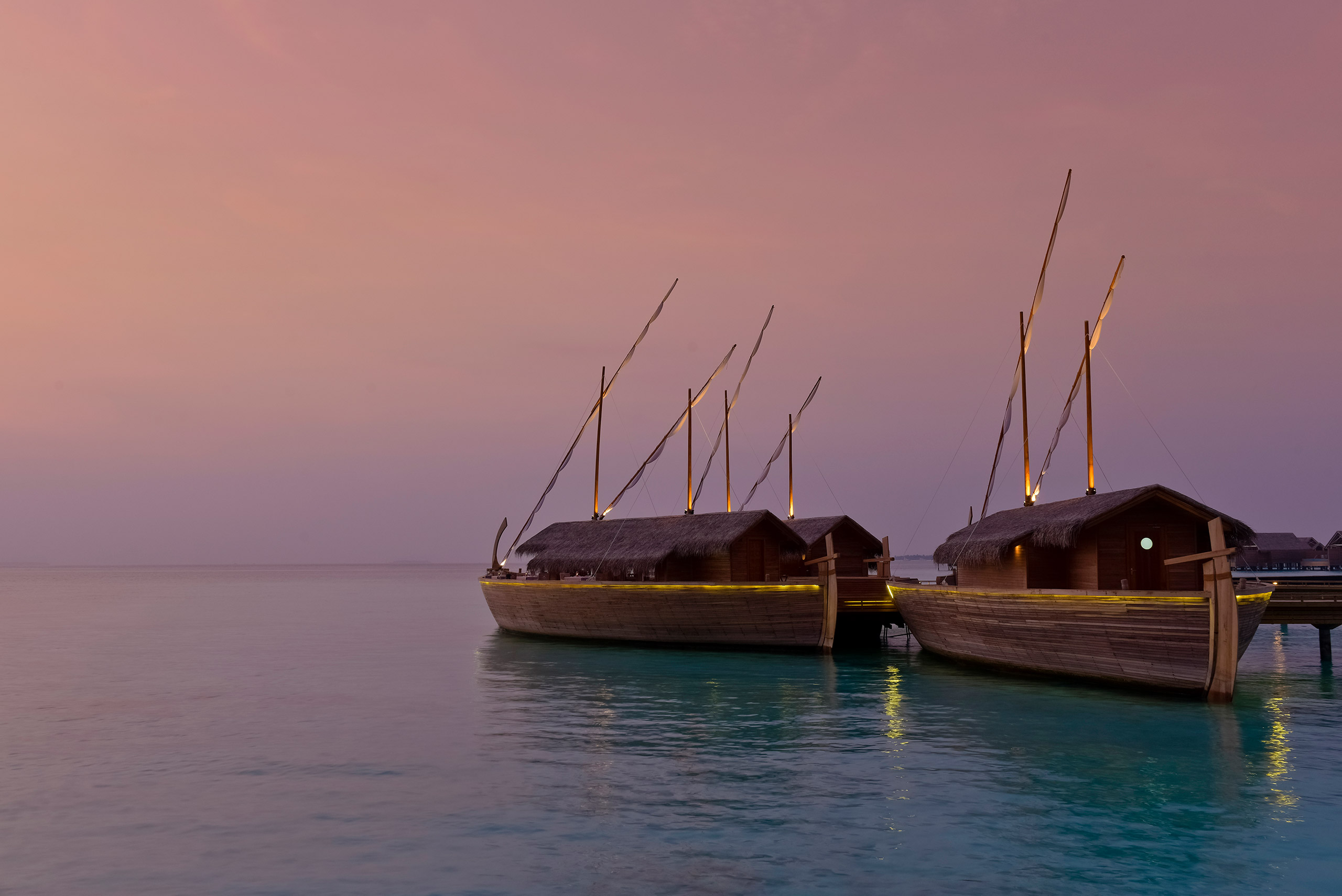
Dhonis tradicionales en Milaidhoo Island.

## Fabricación
Las Maldivas cuentan con una extensa flota pesquera de dhonis, cada uno de los cuales puede transportar entre ocho y doce personas. Actualmente se trata de variantes del dhoni tradicional, porque hoy en día estos barcos suelen estar equipados con motores. Principalmente son construidos en Alifushi, en el atolón de Raa. La construcción de barcos dhoni es una artesanía tradicional de las Maldivas y los jóvenes aprendices son instruidos por expertos artesanos, que emplean unos 60 días en completar la fabricación de cada barco artesanal. Los dhonis modernos se construyen con fibra de vidrio.